# Sindou
Sindou é uma cidade burquinense, capital da província de Léraba. Em 2012, sua população estava próximo de 4 000 habitantes.